# Josef Buchta
Josef Buchta (10. března 1912, Štěpánkovice – 9. ledna 2000, Mladá Boleslav) byl český římskokatolický kněz, v 50. letech 20. století kontroverzní kapitulní vikář českobudějovické diecéze a později oblíbený duchovní správce v Dolním Bousově a Březně a osobní arciděkan.

## Počátkykněžskéhopůsobení adruhá světová válka
Na kněze byl vysvěcen 5. července 1938 v Olomouci a v lednu 1939 se stal administrátorem v Komárově u Opavy. Po jeho zatčení opavským gestapem v červenci 1942 byl vypovězen do Protektorátu Čechy a Morava, kde vbrzku navázal kontakt s partyzány a následně byl ustanoven kaplanem v olomoucké farnosti u kostela sv. Mořice. Podle vlastní výpovědi přešel v březnu 1945 frontu a od poloviny dubna do konce května 1945 působil zpravodajsky ve prospěch sovětské armády.

## Duchovním správcemvBřezové
Roku 1945 vstoupil do komunistické strany od října téhož roku byl ustanoven duchovním správcem v Březové, kde působil až do roku 1949. Stal se tam významnou osobností obce a zasloužil se též o zřízení úplné základní školy v roce 1946. Podařilo se mu také získat dotaci na opravu tamního kostela svatého Mikuláše, značně poškozeného při osvobození Březové sovětskou armádou, avšak kvůli špatně vedenému účetnictví nemohl způsob použití poskytnutých peněz prokázat. V únoru 1948 byl členem místního akčního výboru Národní fronty a v červnu 1949 se stal členem krajského výboru tzv. „katolické akce“.

## Generálnímakapitulním vikářem
Po smrti Msgre. Jana Caise na jaře 1950 byl Buchta jako „vlastenecký kněz“ vybrán jako kandidát Státního úřadu pro věci církevní na funkci generálního vikáře českobudějovické diecéze, jímž byl nakonec v květnu 1950 přes odpor českobudějovického biskupa Josefa Hloucha skutečně jmenován. Svá rozhodnutí se snažil tajně konzultovat s internovaným biskupem Hlouchem, což mu poté, kdy tato skutečnost vyšla najevo, bylo od února 1952 znemožněno.
Přes svůj kladný postoj ke komunistickému režimu byl ze strany úřadů podezírán z dvojí hry, neboť nebyl schopen dostát jejich očekáváním; tak například zmařil nábor studentů do nové, státem podporované bohoslovecké fakulty, když podaroval penězi ty, kteří odmítli na fakultu jít, zatímco jedinému studentovi, který ihned nastoupil, nedal nic. Při vyšetřování v roce 1951 sice nebyla zjištěna žádná jeho „protistátní činnost“, vyšlo však najevo, že žil nákladným životem, pořádal pitky a vydržoval si milenky, jimž dával cenné dárky.
Vzhledem k zatvrzelosti biskupa Hloucha, který odmítl uznat Buchtu jako generálního vikáře, rozhodl Státní úřad pro věci církevní o odvozu biskupa mimo diecézi (do Kadaně), k němuž došlo 29. března 1952. Dne 30. března 1952 Buchta rezignoval na funkci generálního vikáře a hned 31. května téhož roku byl zvolen kapitulním vikářem českobudějovické diecéze.
Následně začal defraudovat církevní majetek. Po zjištění vážných nedostatků v hospodaření v rámci revize provedené Státním úřadem pro věci církevní na jaře 1952 dostal roční lhůtu k nápravě (do dubna 1953), avšak namísto toho začal zjišťovat možnosti odchodu do zahraničí. Dne 19. května 1953 se pokusil emigrovat přes východní Německo do Západního Berlína, byl ale zatčen, když přeplavával Labe u Hřenska a měl u sebe několik kompasů. Funkci kapitulního vikáře se oficiálně vzdal 6. června 1953.

## Vevězenía vlitoměřické diecézi
Při výsleších křičel svým silným hlasem „Ať žije Kristus Král“, což se rozléhalo po celé věznici. V květnu 1954 byl odsouzen k čtyřletému nepodmíněnému trestu odnětí svobody, už v roce 1955 byl však propuštěn a začal pracovat jako dělník. Usiloval také o návrat do duchovní správy v českobudějovické diecézi, tam jej ale nepřijali a nakonec mu bylo umožněno působit jako kněz v litoměřické diecézi.
V roce 1955 byl ustanoven administrátorem v Dolním Bousově a administrátorem excurrendo ve farnostech Markvartice a Řitonice, z nichž řitonickou farnost spravoval jen do 60. let. Jím spravované farnosti nejprve objížděl na kole, později si za tímto účelem pořídil starší automobil, který však byl často nepojízdný.
Od 15. května 1978 se navíc stal administrátorem excurrendo farností Březno, Plazy a Všeborsko. V roce 1986 se přestěhoval do Března a Dolní Bousov spravoval nadále excurrendo. Ve stáří se mu podařilo se zbavit alkoholové závislosti, se kterou se potýkal značnou část života.
K 1. únoru 1999 byl jmenován farářem v Březně, avšak již k 1. květnu téhož roku byl uvolněn ze správy farností Dolní Bousov a Řitonice a následně 1. listopadu zproštěn také svých ostatních ustanovení a stal se farním vikářem v Březně. V roce 1999 měl těžkou autonehodu, po silnici k Mladé Boleslavi ho zřejmě postihl infarkt, před Řepovem projel světelným znamením a narazil do projíždějícího vlaku. Řadu týdnů bojoval o život. Zemřel 9. ledna 2000 v mladoboleslavské nemocnici. Poslední rozloučení se konalo 14. ledna 2000 v Plazích za účasti litoměřického biskupa Josefa Koukla a mnoha dalších kněží a následujícího dne byl pohřben ve svém rodišti.